# Saint-Martin-de-Cenilly
Saint-Martin-de-Cenilly är en kommun i departementet Manche i regionen Normandie i norra Frankrike. Kommunen ligger i kantonen Cerisy-la-Salle som tillhör arrondissementet Coutances. År 2022 hade Saint-Martin-de-Cenilly 206 invånare.

## Befolkningsutveckling
Antalet invånare i kommunen Saint-Martin-de-Cenilly
| Referens: INSEE |